# Ишнарат
Ишнара́т (тат. Ишнарат) — деревня в Арском районе Республики Татарстан, в составе Шушмабашского сельского поселения.

## Этимология
Топоним произошёл от татарского слова «иш» (пара) и фитонима «нарат» (сосна). Ишнарат ˃ иш + нарат (две сосны).

## География
Деревня находится на реке Нуса, в 40 км к северу от районного центра — города Арска.

## История
Известна с 1678 года.
В XVIII – первой половине XIX века жители относились к сословию государственных крестьян. Основные занятия жителей в этот период – земледелие и скотоводство, были распространены валяльный, плотничный, рогожный, лесной промыслы.
В «Списке населенных мест по сведениям 1859 года», изданном в 1866 году, населённый пункт упомянут как казённая деревня Ишнарат 2-го стана Казанского уезда Казанской губернии. Располагалась при речке Шошме, по левую сторону Сибирского почтового тракта, в 85 верстах от губернского города Казани и в 45 верстах от становой квартиры в заштатном городе Арске. В деревне в 39 дворах жили 264 человека (122 мужчины и 142 женщины). Была мечеть.
В начале XX века в деревне функционировали мечеть, водяная мельница, мелочная лавка. В этот период земельный надел сельской общины составлял 873,2 десятины.
До 1920 года деревня входила в Мамсинскую волость Казанского уезда Казанской губернии. С 1920 года в составе Арского кантона ТАССР. С 10 августа 1930 года в Тюнтерском (со 2 марта 1932 года — Балтасинский), с 10 февраля 1935 года в Кзыл-Юлском (с 18 июля 1956 года — Тукаевский), с 1 февраля 1963 года в Арском районах.
В 1930 году в деревне организован колхоз «Уракчы». В 1957 году колхоз села вошёл в состав объединённого совхоза «Северный». С 1990 года коллективное предприятие «Нуса», с 2001 года сельскохозяйственное предприятие «Северный».
До 2012 года работала начальная школа.

## Население
| 1782 | 1859 | 1897 | 1908 | 1920 | 1926 | 1938 | 1949 | 1958 | 1970 | 1979 | 1989 | 2002 | 2010 | 2015 |
| ---- | ---- | ---- | ---- | ---- | ---- | ---- | ---- | ---- | ---- | ---- | ---- | ---- | ---- | ---- |
| 51   | 264  | 369  | 459  | 426  | 294  | 298  | 215  | 235  | 157  | 143  | 94   | 92   | 90   | 83   |

Национальный состав деревни — татары.

## Экономика
Жители занимаются полеводством, мясо-молочным скотоводством.